# Mikky Ekko
John Stephen Sudduth, (Shreveport, 1984), mais conhecido pelo seu nome artístico Mikky Ekko, é um cantor, compositor e produtor musical nascido nos Estados Unidos. Assinado com a RCA Records, seu trabalho de maior sucesso é a sua parceria com a artista barbadiana Rihanna "Stay", contida no sétimo álbum de estúdio da cantora, Unapologetic (2012). O single atingiu a primeira colocação do Canadá, na Dinamarca e na República Checa. Nos Estados Unidos, ocorreu de ocupar o terceiro lugar da Billboard Hot 100 e ser certificada como disco de diamante pela Recording Industry Association of America (RIAA) por comercializar mais de um dez milhões de cópias no país. O registro também foi indicado aos Grammy Awards de 2014 na categoria Best Pop Duo/Group Performance (Melhor Performance Pop Por Parte de Dupla ou Grupo).